# Đội tuyển bóng chuyền nam quốc gia Hà Lan
Đội tuyển bóng chuyền nam quốc gia Hà Lan là đội bóng đại diện cho Hà Lan tại các cuộc thi tranh giải và trận đấu giao hữu bóng chuyền nam ở phạm vi quốc tế.

## Đội hình

### Đội hình hiện tại
Dưới đây là danh sách các thành viên đội tuyển nam quốc gia Hà Lan tham dự giải World League 2017..
Huấn luyện viên chính: Gido Vermeulen
| Stt. | Tên                   | Ngày sinh            | Chiều cao           | Cân nặng        | Nhảy đập        | Nhảy chắn       | Câu lạc bộ năm 2016–17     |
| ---- | --------------------- | -------------------- | ------------------- | --------------- | --------------- | --------------- | -------------------------- |
| 1    | Daan Van Haarlem      | 15 tháng 3 năm 1989  | 1,98 m (6 ft 6 in)  | 89 kg (196 lb)  | 332 cm (131 in) | 323 cm (127 in) | Vaše Kladno                |
| 2    | Wessel Keemink        | 29 tháng 5 năm 1993  | 1,97 m (6 ft 6 in)  | 81 kg (179 lb)  | 337 cm (133 in) | 326 cm (128 in) | SV Dynamo Apeldoorn        |
| 3    | Dirk Sparidans        | 5 tháng 3 năm 1989   | 1,81 m (5 ft 11 in) | 86 kg (190 lb)  | 326 cm (128 in) | 300 cm (120 in) | Vaše Kladno                |
| 4    | Thijs Ter Horst       | 18 tháng 9 năm 1991  | 2,04 m (6 ft 8 in)  | 94 kg (207 lb)  | 364 cm (143 in) | 344 cm (135 in) | Daejeon Samsung Bluefangs  |
| 5    | Auke Van De Kamp      | 31 tháng 7 năm 1995  | 2,01 m (6 ft 7 in)  | 94 kg (207 lb)  | 345 cm (136 in) | 322 cm (127 in) | Abiant Lycurgus            |
| 6    | Jasper Diefenbach (C) | 17 tháng 3 năm 1988  | 1,95 m (6 ft 5 in)  | 90 kg (200 lb)  | 345 cm (136 in) | 330 cm (130 in) | Nantes VB                  |
| 7    | Gijs Jorne            | 30 tháng 5 năm 1989  | 1,96 m (6 ft 5 in)  | 85 kg (187 lb)  | 340 cm (130 in) | 310 cm (120 in) | Chaumont VB 52             |
| 8    | Fabian Plak           | 23 tháng 7 năm 1997  | 1,97 m (6 ft 6 in)  | 83 kg (183 lb)  | 330 cm (130 in) | 326 cm (128 in) | TalentTeam Papendal Arnhem |
| 10   | Jeroen Rauwerdink     | 13 tháng 9 năm 1985  | 2,00 m (6 ft 7 in)  | 92 kg (203 lb)  | 350 cm (140 in) | 320 cm (130 in) | Ziraat Bankası             |
| 11   | Robin Overbeeke       | 21 tháng 3 năm 1989  | 1,98 m (6 ft 6 in)  | 92 kg (203 lb)  | 347 cm (137 in) | 328 cm (129 in) | Chaumont VB 52             |
| 14   | Nimir Abdel-Aziz      | 5 tháng 2 năm 1992   | 2,01 m (6 ft 7 in)  | 86 kg (190 lb)  | 365 cm (144 in) | 350 cm (140 in) | Poitiers VB                |
| 15   | Thomas Koelewijn      | 18 tháng 12 năm 1988 | 2,06 m (6 ft 9 in)  | 100 kg (220 lb) | 360 cm (140 in) | 350 cm (140 in) | Montpellier VB             |
| 16   | Wouter Ter Maat       | 7 tháng 5 năm 1991   | 2,00 m (6 ft 7 in)  | 90 kg (200 lb)  | 351 cm (138 in) | 338 cm (133 in) | Berlin Volleys             |
| 17   | Michael Parkinson     | 23 tháng 11 năm 1991 | 2,03 m (6 ft 8 in)  | 98 kg (216 lb)  | 365 cm (144 in) | 350 cm (140 in) | Lindemans Aalst            |
| 18   | Robbert Adringa       | 28 tháng 4 năm 1990  | 1,92 m (6 ft 4 in)  | 85 kg (187 lb)  | 330 cm (130 in) | 310 cm (120 in) | Poitiers VB                |
| 19   | Just Dronkers         | 7 tháng 6 năm 1993   | 1,87 m (6 ft 2 in)  | 78 kg (172 lb)  | 330 cm (130 in) | 308 cm (121 in) | Abiant Lycurgus            |
| 20   | Stijn Held            | 3 tháng 11 năm 1994  | 1,96 m (6 ft 5 in)  | 82 kg (181 lb)  | 331 cm (130 in) | 321 cm (126 in) | Seesing Personeel          |
| 21   | Stijn Van Schie       | 19 tháng 2 năm 1995  | 2,00 m (6 ft 7 in)  | 89 kg (196 lb)  | 350 cm (140 in) | 337 cm (133 in) | Abiant Lycurgus            |

### Huấn luyện viên
- Arie Selinger
- Joop Alberda
- Toon Gerbrands
- Bert Goedkoop
- Harry Brokking
- Peter Blangé
- Edwin Benne
- Gido Vermeulen

## Nhà cung cấp và tài trợ
Bảng dưới đây liệt kê các nhà cung cấp trang thiết bị cho đội tuyển quốc gia Hà Lan.
| Thời gian | Nhà cung cấp       |
| --------- | ------------------ |
| 2000–     | Mizuno Erima Erreà |

### Nhà tài trợ
- Nhà tài trợ chính: Ilionx
- Các đơn vị tài trợ khác: Lotto, Eilers Sport, Zilveren Kruis, DELA. Voor Elkaar và BvdGF.